# Partito Democratico Arabo
Il Partito Democratico Arabo (in arabo ألحزب الديمقراطي العربي‎?, in ebraico מפלגה דמוקרטית ערבית‎?), conosciuto anche con l'acronimo ebraico Mada (in ebraico מד"ע‎?), è un partito politico israeliano.

## Storia
Il Partito Democratico Arabo nasce il 15 febbraio 1988, verso la fine dell'undicesima legislatura, quando Abdulwahab Darawshe abbandona il Partito Laburista in protesta contro le sue posizioni sulla Prima Intifada. Al momento della sua fondazione, il partito era l'unica fazione interamente araba nella Knesset e la prima dalla scomparsa della Lista Araba Unita nel 1981.
Nelle elezioni del 1988 il partito ottiene l'1.2% dei voti e riesce ad eleggere Darawshe.
Nelle elezioni del 1992 ottiene 2 seggi e, insieme ad Hadash, dà appoggio esterno al governo guidato da Yitzhak Rabin.
Alle elezioni del 1996 il partito si presenta in alleanza con la Lista Araba Unita con il nome di Mada-Ra'am. Al gruppo parlamentare si aggiunge Balad, che si era presentato in lista con Hadash.
Dal 1999 il partito diventa una fazione della Lista Araba Unita, fino a quando nel dicembre 2012 Taleb el-Sana rompe l'alleanza.
In occasione delle elezioni del 2015 crea la Lista Araba, un'alleanza con il Partito Nazionale Arabo, che ottiene solo lo 0.11% dei voti.
Nel 2021, in vista delle elezioni di marzo, Mohammad Darawshe, nipote di Abdulwahab Darawshe, fonda il partito Ma'an - Insieme per una nuova era. Il 16 marzo, tuttavia, la lista si ritira dalla corsa elettorale e annuncia l'adesione alla Lista Comune.

## Risultati elettorali
| Elezioni    | Voti                | %                   | Seggi   | +/-     |
| ----------- | ------------------- | ------------------- | ------- | ------- |
| 1988        | 27.012              | 1.18                | 1 / 120 | Stabile |
| 1992        | 40.788              | 1.56                | 2 / 120 | 1       |
| 1996        | In Mada-Ra'am       | In Mada-Ra'am       | 2 / 120 | Stabile |
| 1999        | In Ra'am            | In Ra'am            | 2 / 120 | Stabile |
| 2003        | In Ra'am            | In Ra'am            | 1 / 120 | 1       |
| 2006        | In Ra'am-Ta'al      | In Ra'am-Ta'al      | 1 / 120 | Stabile |
| 2009        | In Ra'am-Ta'al      | In Ra'am-Ta'al      | 1 / 120 | Stabile |
| 2013        | In Ra'am-Ta'al-Mada | In Ra'am-Ta'al-Mada | 0 / 120 | 1       |
| 2015        | Nella Lista Araba   | Nella Lista Araba   | 0 / 120 | Stabile |
| Aprile 2019 | Nella Lista Araba   | Nella Lista Araba   | 0 / 120 | Stabile |